# کوئنجی

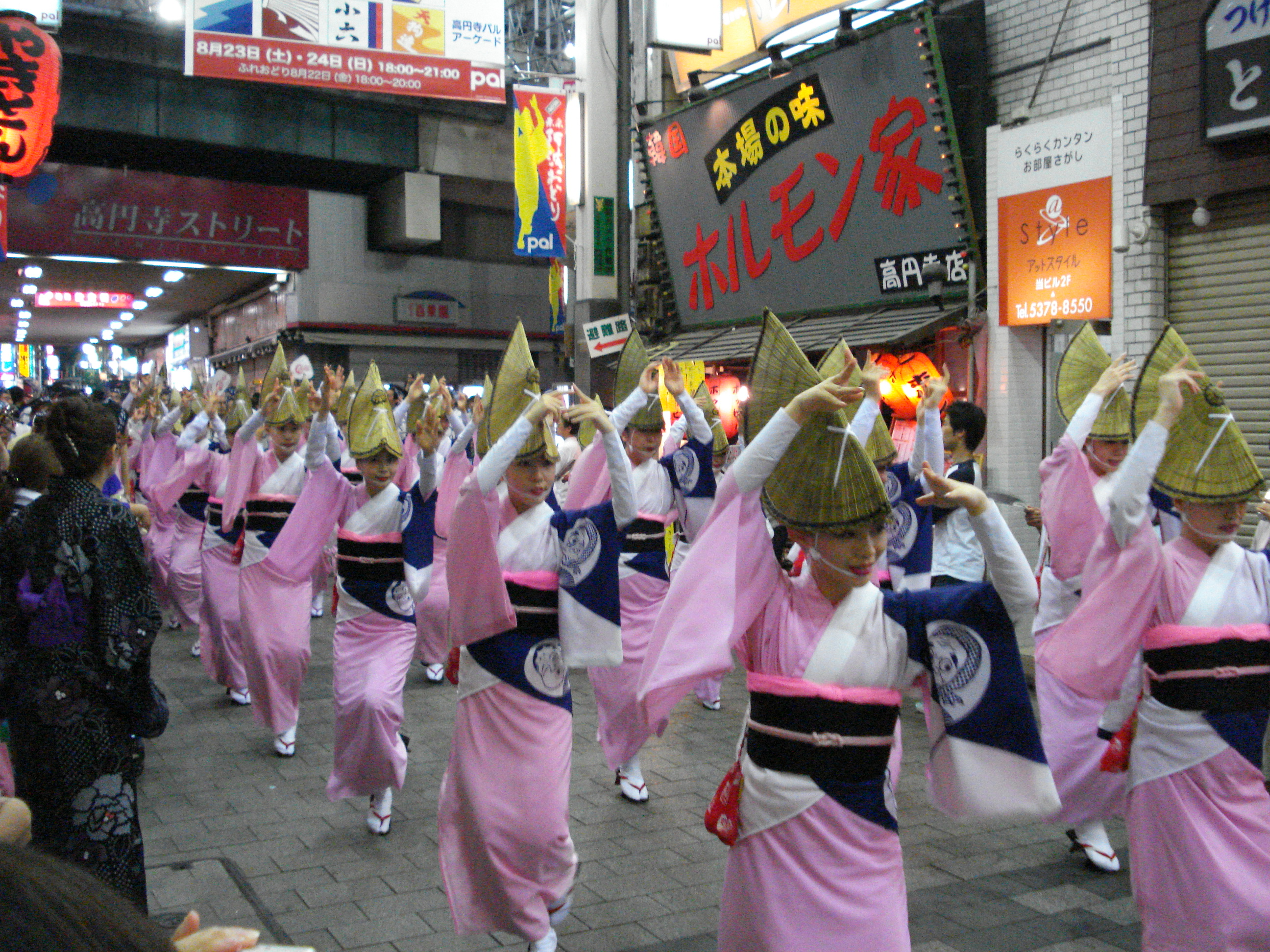
جشن تابستانی همراه با رقص اواودوری در ماه آگوست در کوئنجی.

کوئنجی (به ژاپنی: (高円寺, Kōenji) یکی از محله‌های توکیو پایتخت ژاپن است که در منطقهٔ سوگینامی واقع شده‌است. این محله به ۵ محلهٔ کوچکتر تقسیم می‌شود. در کوئنجی مراکز خرید بسیاری وجود دارد. در این محل دانشجویان بسیاری در آپارتمان‌های تک‌اتاقه زندگی می‌کنند. 

## جشن در کوئنجی
هر ساله آخرین شنبه و یکشنبه ماه آگوست در خیابان روبروی ایستگاه رقص اواودوری به صورت دسته جمعی برگزار می‌شود.     

## ایستگاه راه آهن
- جی آر، خط چوئو-هونسن، ایستگاه کوئنجی